# Pazza banda di famiglia
Pazza banda di famiglia (The One and Only, Genuine, Original Family Band) è un film del 1968 diretto da Michael O'Herlihy.